# Platinum (Oldfield)
Platinum is het vijfde studioalbum van Mike Oldfield. 

## Inleiding
Oldfield pakte het ten opzichte van eerdere albums anders aan. Er verschenen kortere nummers en er stond zelfs een cover op het album. Het werd opgenomen in diverse geluidsstudio’s; Electric Lady Studios en Blue Rock Studios in New York en Througham in Denham (Buckinghamshire) (huis van Oldfield) en The Manor, studio van Virgin Records.
Oldfield zakte langzaam weg in de Britse albumlijst; dit album stond slechts negen weken genoteerd en haalde slechts de 24e plek (eerdere albums stonden meest vaker genoteerd en haalde hogere posities). Het album haalde in sommige Europese landen eveneens de albumlijsten, maar niet in Nederland en eigenlijk ook niet in België (alleen de Waalse albumlijst met één week notering, een 144 plek, binnen een top 200).  
De Nederlandse pers besteedde ook nauwelijks aandacht aan het album. Het Algemeen Dagblad uit 1980 vond het een optimistisch klinkend album.  OOR's Pop-encyclopedie (versie 1982) vond het een “dubieus album”. 

## Musici
- Mike Oldfield – alle muziekinstrumenten behalve
- basgitaar; Francisco Centeno, Neil Jason, Hansford Rowe
- toetsinstrumenten: Nico Ramsden, Peter Lemer
- drumstel: Pierre Moerlen, Alan Schwartzberg
- percussie: Morris Pert
- buisklokken: Sally Cooper
- conga: Demelza/Demalza
- zangarrangementen: David Bedford
- arrangementen voor blaasinstrumenten: Peter Gordon, Michael Riesman

## Muziek
| Nr. | Titel                                                   | Duur |
| --- | ------------------------------------------------------- | ---- |
| 1.  | Platinum, part 1: Airborne (Oldfield)                   | 5:05 |
| 2.  | Platinum, part 2: Platinum (Oldfield)                   | 6:06 |
| 3.  | Platinum, part 3: Charleston (Oldfield)                 | 3:17 |
| 4.  | Platinum, part 4: North star/Platinum finale (Oldfield) | 4:49 |

| Nr. | Titel                                        | Duur |
| --- | -------------------------------------------- | ---- |
| 1.  | Woodhenge (Oldfield)                         | 4:05 |
| 2.  | Sally (Oldfield, Nico Ramsden)               | 3:46 |
| 3.  | Punkadiddle (Oldfield)                       | 5:46 |
| 4.  | I Got Rhythm (George Gershwin, Ira Gershwin) | 4:44 |

Plaatkant 1 heeft het meest weg van de vorige albums; een lang stuk dat opgeknipt is in vier delen. In deel 4 citeert Oldfield de koorzang uit het werk North Star van Philip Glass. Zowel Michael Riesman als geluidstechnicus Kurt Munkacsi werkten langdurig met Glass. Woodhenge verwijst naar Woodhenge (Amesbury). Sally staat voor Sally Cooper, destijds vriendin van Oldfield. Deze track werd al snel ingewisseld door Into wonderland, maar werd nog steeds aangeduid met Sally. Pas bij latere heruitgaven werd de juiste titel overgenomen. Punkadiddle is een parodie op punk. I Got Rhythm is de eerdergenoemde cover.

## Nasleep
Het album werd in de Verenigde Staten en Canada uitgebracht onder de titel Airborne, Woodhenge was vervangen door Guilty en Sally al door Into wonderland. De Amerikaanse versie kreeg een platenhoes mee die verwees naar Tubular Bells. Na de originele versie kwamen diverse heruitgaven op compact disc. Een van de belangrijkste daarin is een heruitgave op Mercury Records, dat Virgin had overgenomen. Het bevat een tweede cd met daarop een audioregistratie van een concert uit mei 1980 in de Wembley Arena. Die heruitgave haalde nog één week de Britse albumlijst (plek 100).
Tubular Bells · Hergest Ridge · Ommadawn · Incantations · Platinum · QE2 · Five miles out · Crises · Discovery · The Killing Fields · Islands · Earth Moving · Amarok · Heaven's open · Tubular Bells II · The songs of distant earth · Voyager · Tubular Bells III · Guitars · The Millennium Bell · Tr3s lunas · Tubular Bells 2003 · Light + Shade · Music of the Spheres · Man on the Rocks · Return to Ommadawn ·